# Jacques Brassinne de La Buissière
 (décembre 2012).
Si vous disposez d'ouvrages ou d'articles de référence ou si vous connaissez des sites web de qualité traitant du thème abordé ici, merci de compléter l'article en donnant les références utiles à sa vérifiabilité et en les liant à la section « Notes et références ».
Le chevalier Jacques Brassinne de la Buissière (né à Ixelles le 7 septembre 1929, mort à Bossière le 31 janvier 2023) est un politologue, professeur, haut fonctionnaire et personnalité politique belge ainsi qu'un militant wallon. Il a étudié les sciences politiques à l'Université libre de Bruxelles et dans un certain nombre d'universités étrangères.
Il a défendu en 1991 une thèse de doctorat sur la mort de Patrice Lumumba sur laquelle une Commission d'enquête parlementaire a remis il y a peu un rapport important qu'il critique par bien des aspects.
Après avoir eu une carrière au Congo belge, il a longuement collaboré au CRISP dont il a été vice-président, de même qu'il est membre du Centre Jean Gol. Il a été le chef de cabinet de plusieurs ministres belges :
- de juillet 1981 à mars 1983 : chef de cabinet de Jean Gol, Vice-Premier Ministre, Ministre de la Justice et des Réformes institutionnelles.
- d'avril 1983 à novembre 1985 : chef de cabinet de François-Xavier de Donnea, Secrétaire d'État à la Coopération au développement.
- de décembre 1985 à avril 1988 : chef de cabinet de François-Xavier de Donnea, Ministre de la Défense nationale.
- de mai 1988 à septembre 1994, il est directeur général au Ministère de la Région wallonne.
- de juin 1999 à juillet 2003, il est expert, chargé de mission au cabinet du Ministre de l'Intérieur Antoine Duquesne.
- de septembre 2003 à août 2004, il est expert, chargé de mission au cabinet du Ministre de la Coopération au développement Marc Verwilghe.
- en 1972 il crée l'ONG "Coopération et Progrès" dont les réalisations et l'existence ont été  éphémères

Il a été le président de l'Institut Jules Destrée et a signé avec Philippe Destatte une proposition en vue d'un fédéralisme à quatre régions en Belgique : la Région wallonne, la Région flamande, la Région de Bruxelles-Capitale et la Communauté germanophone.

## Assassinat de Patrice Lumumba
Jacques Brassinne ainsi que neuf autres personnes ont fait l’objet d’une plainte avec constitution de partie civile déposée le 23 juin 2011 par Monsieur François Lumumba concernant l’assassinat de Patrice Lumumba au Katanga le 17 janvier 1961. A ce jour, huit des dix personnes mises en cause sont décédées et aucune suite n’a été donnée à cette affaire par le juge d’instruction.